# Cerkiew św. Dymitra w Kuźminie
Cerkiew św. Dymitra w Kuźminie – dawna filialna cerkiew greckokatolicka, postawiona z drewna w 1814, znajdująca się w Kuźminie.
Po 1947 świątynia przejęta przez Kościół rzymskokatolicki i użytkowana jako kościół parafialny Matki Bożej Nieustającej Pomocy.
Obiekt wpisany na listę zabytków w 1982. Włączony do podkarpackiego Szlaku Architektury Drewnianej.

## Historia
Najstarsza wzmianka o cerkwi w Kuźminie pochodzi z 1526. Obecnie istniejąca została zbudowana w 1814. Do 1926 należała do parafii greckokatolickiej w Leszczawie Górnej, potem do parafii w Krecowie. Remontowana w 1935. Cerkiew działała jako greckokatolicka do wiosny 1938, kiedy to teren cerkwi był areną walk pomiędzy grekokatolikami, a zajmującymi cerkiew siłą rzymskimi katolikami. Po trzech dniach zamieszek nastąpiła pacyfikacja ludności ukraińskiej przez polską żandarmerię, a cerkiew pozostawała zamknięta do czerwca 1941 r. Po wkroczeniu wojsk niemieckich cerkiew została ponownie otwarta i działała do końca 1944. W czasie II wojny światowej w kopułę trafił pocisk z moździerza. Po 1947 i wysiedleniu ludności ukraińskiej świątynia została przejęta przez kościół rzymskokatolicki. Obecny kształt budowli wynika z powojennej przebudowy. W latach 2009–2010 przeprowadzono renowację świątyni: remont dachu i elewacji, podbicie fundamentów i wykonanie odwodnienia.

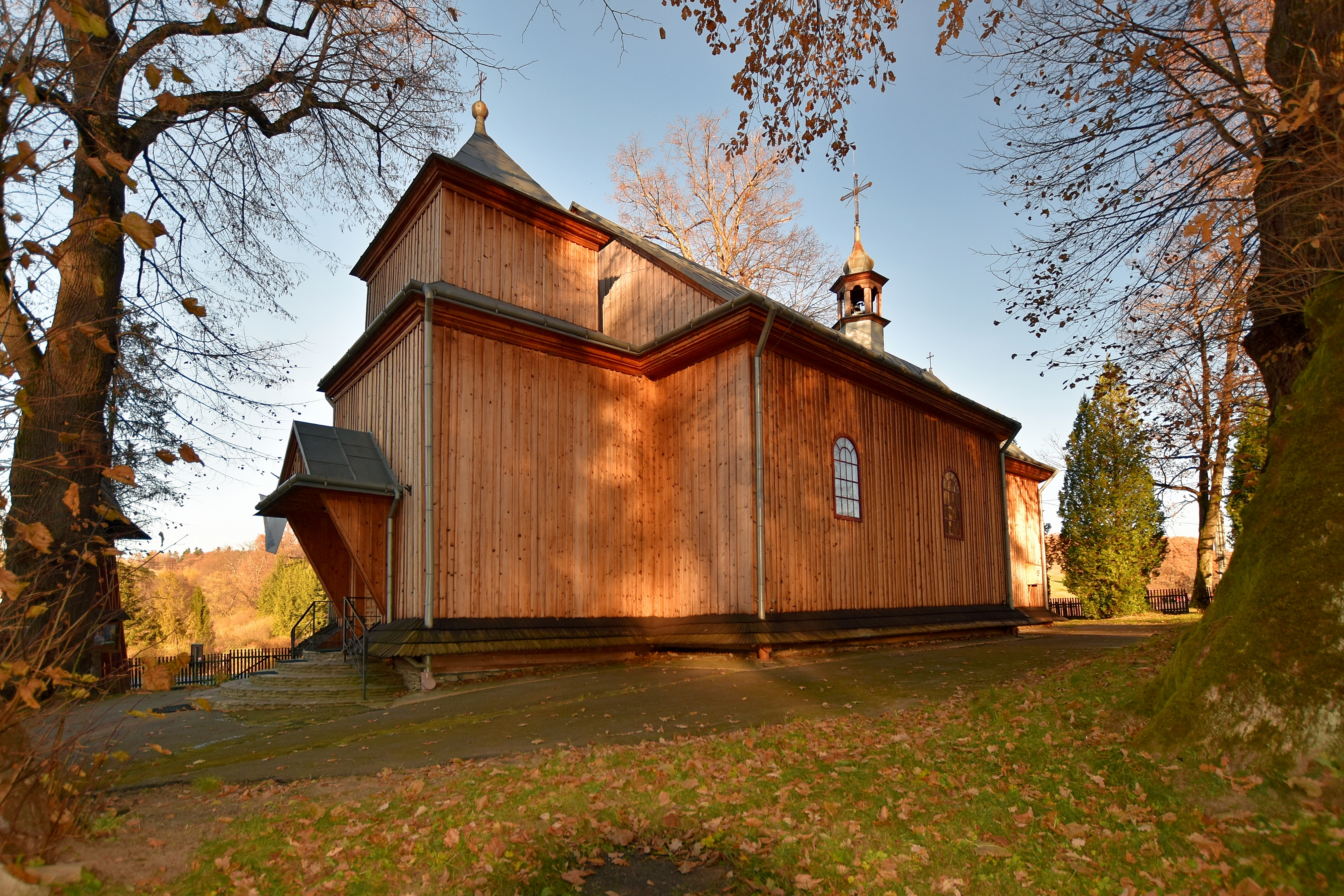
Elewacja frontowa
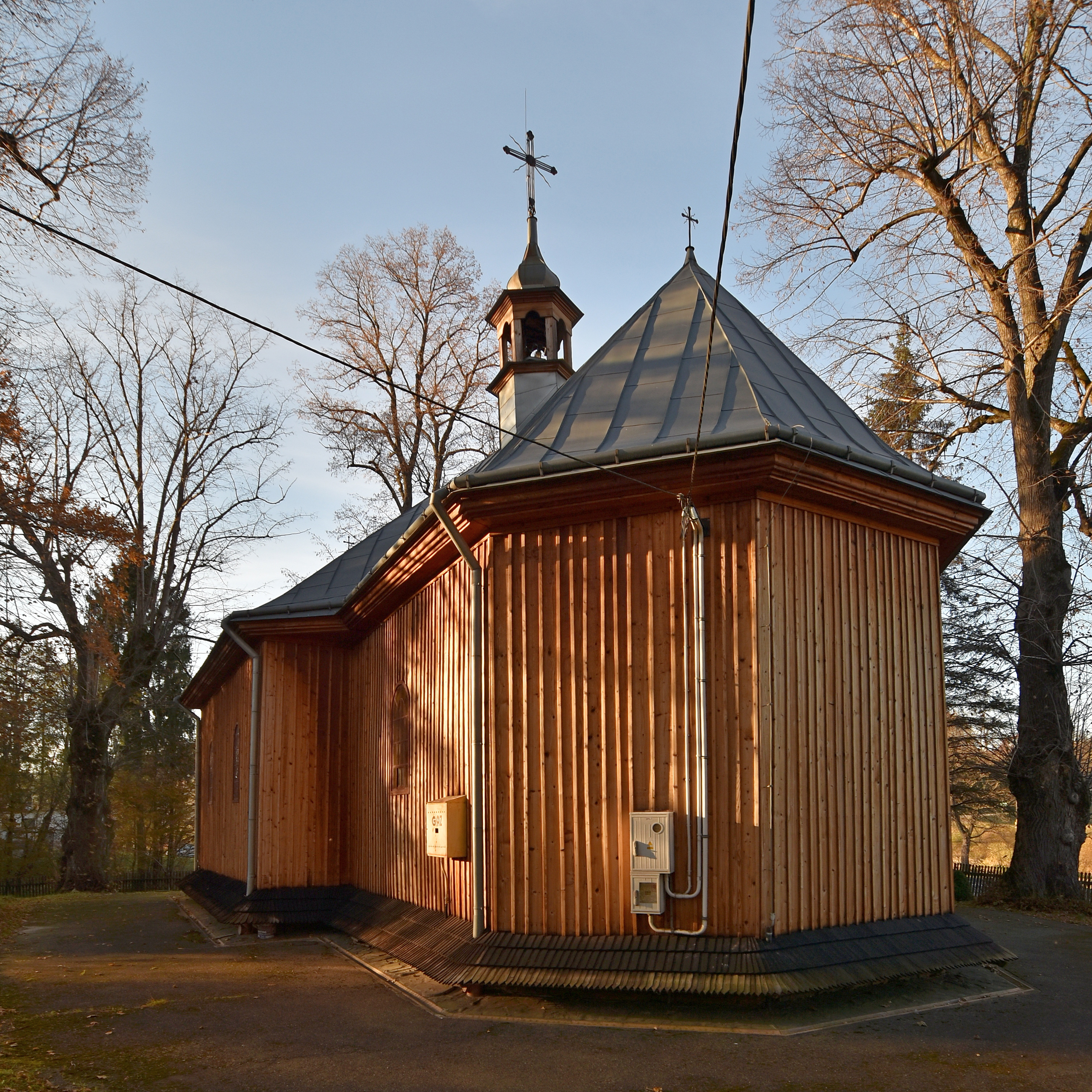
Widok od strony prezbiterium
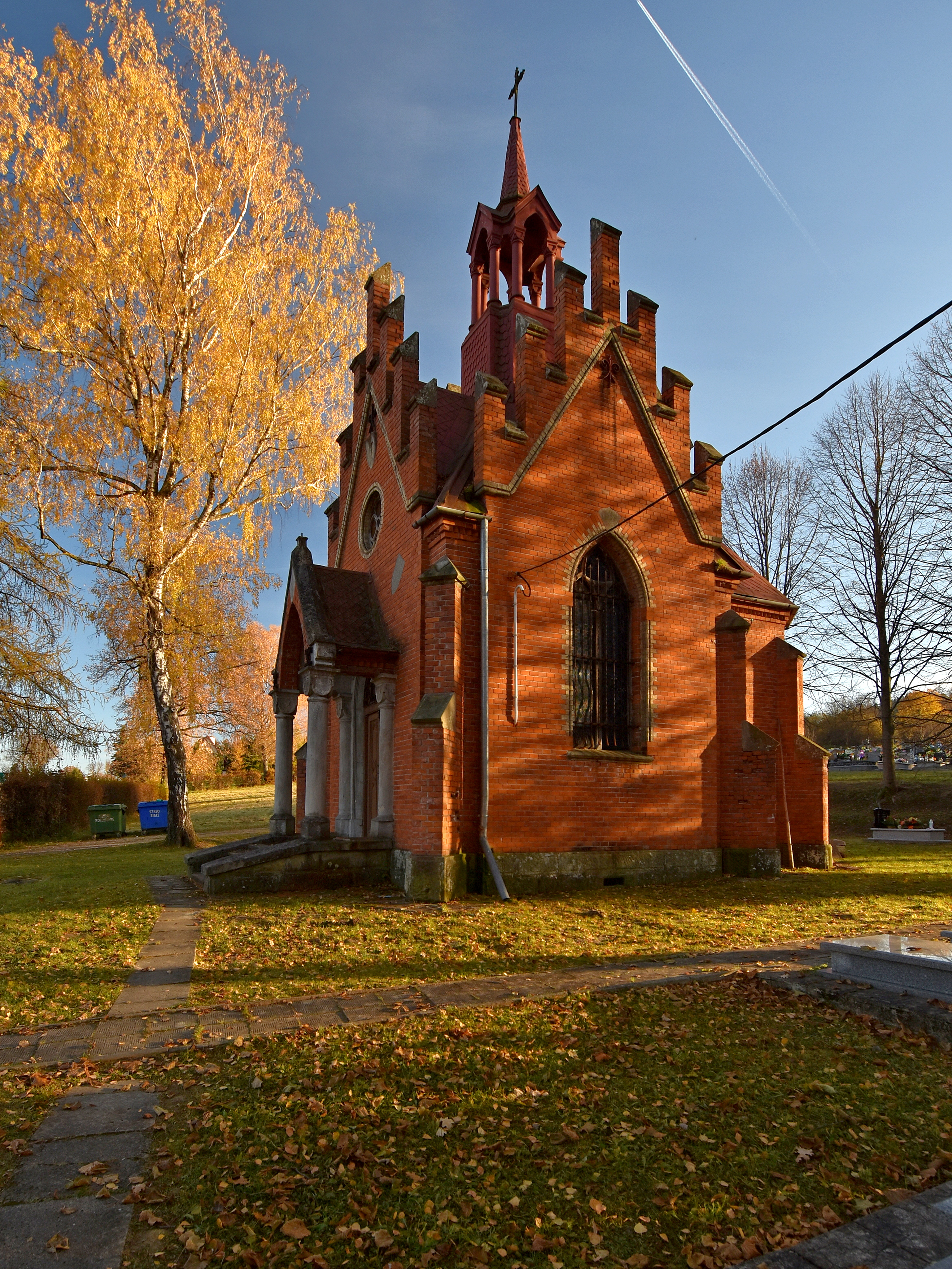
Otoczenie: kaplica grobowa

## Architektura i wyposażenie
Świątynia drewniana, konstrukcji zrębowej, orientowana. Jest to budynek dwudzielny z zamkniętym trójbocznie prezbiterium, z zakrystią od północy i szerszą nawą z kruchtą; nakryty jednokalenicowym dachem, z sygnaturką nad nawą. Od frontu do cerkwi przylega słupowa dwukondygnacyjna wieża wysokości cerkwi, nakryta dachem brogowym. Ściany oszalowane deskowaniem pionowym.
Wewnątrz stropy płaskie. Chór muzyczny przy ścianie zachodniej wsparty na słupach. Pierwotne wyposażenie cerkwi uległo zniszczeniu lub rozkradzeniu.

## Otoczenie
Na przyległym cmentarzu znajduje się neogotycka murowana kaplica grobowa ufundowana pod koniec XIX w. przez Michała i Katarzynę Woźniaków, w której okazjonalnie odprawiano nabożeństwa w obrządku łacińskim oraz pomnik ku czci żołnierzy poległych w walkach z UPA i utrwalenie władzy ludowej w latach 1945–47.